# شوكيات الجسم
شوكيات الجسم أو عائلة أكانثو سوماتيدي' (الاسم العلمي Acanthosomatidae) فصيلة حشرات من رتبة نصفيات الأجنحة. تضم 54 جنسًا، مع حوالي 200 نوع. وهي إحدى أقل الفصائل تنوعًا في الفصيلة العليا الفاسيائيات. وفي عام 2014 تم وصف جنس جديد لفصيلة البقيات المدرعة ليصبح عدد الأجناس 55.